# Rodolphe Brun
Rodolphe Brun (en allemand Rudolf Brun), mort le 17 septembre 1360 à Zurich, est une personnalité politique suisse. Un pont sur la Limmat porte son nom. 

## Biographie
Rodolphe Brun crée un mouvement anti-Habsbourg à Zurich. Ce mouvement lui permet, à la suite d'une révolution corporatiste qui porte son nom, de prendre le pouvoir dans la ville en juin 1336. Avant qu'il ne devienne le bourgmestre de Zurich, Rodolphe Brun était un chevalier qui n'appartenait pas à la noblesse.

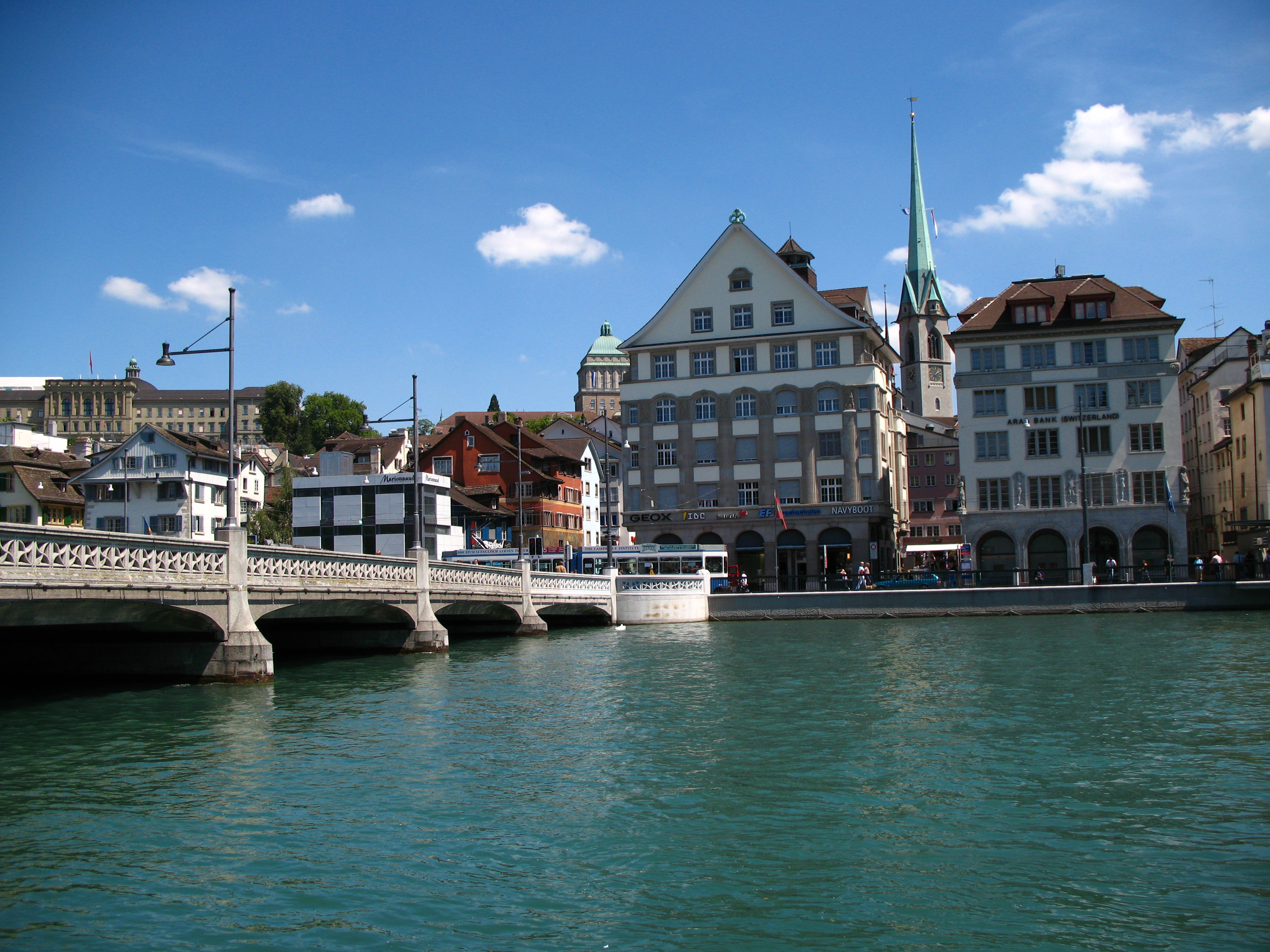
Pont Rudolf Brun sur la Limmat à Zurich.

Dans le but d'instaurer sa constitution, Rodolphe Brun réunit les artisans et les nobles pour lutter contre les marchands, dont l'influence grandissait. De plus, les marchands ont déjà obtenu des droits qui précédemment étaient réservés aux nobles. Le bon sens politique de Brun lui permet de diriger son mouvement jusqu’à ce qu’il brise l’influence des marchands et instaure une nouvelle constitution, qui dure jusqu’à la fin de l’ancienne Confédération, environ XVIe siècle.

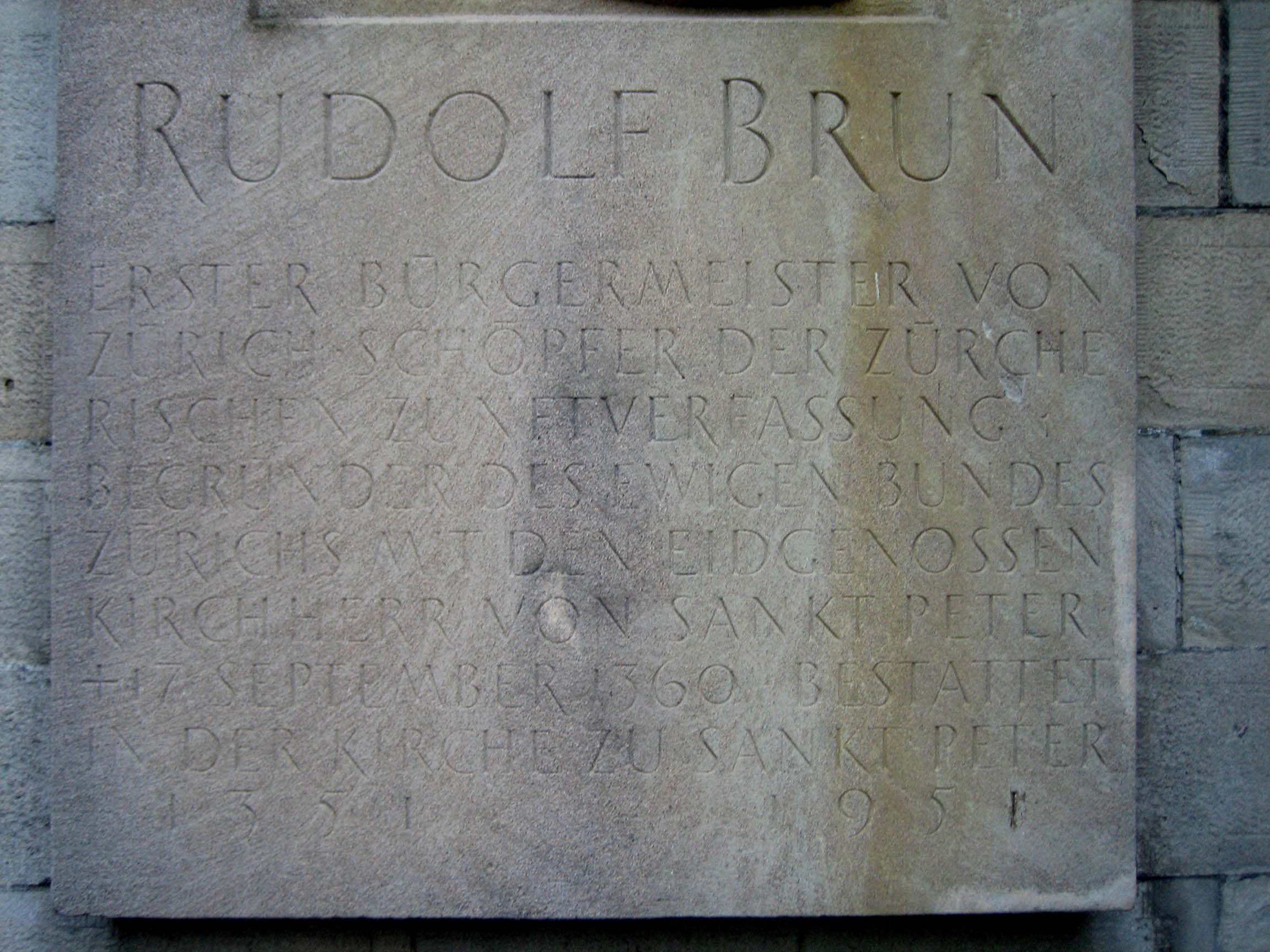
Plaque funéraire de Rodolphe Brun.

Les artisans sont réunis en treize groupements, élisant chacun un prévôt. Le quatorzième groupement, appelé « Konstafel », réunit six marchands et sept chevaliers. Un conseil formé des treize prévôts et des treize représentants du « Konstafel » élit le bourgmestre. Celui-ci dirige la politique de Zurich à l’extérieur comme à l’intérieur. Il est élu à vie.
Rodolphe Brun, notamment soutenu par le chevalier Johannes d'Attinghausen, est l'un des instigateurs de la Confédération des VIII cantons.